# Der Freund der Tugend
Der Freund der Tugend war eine moralische Wochenschrift, die 1767 in Preßburg von Karl Gottlieb von Windisch gegründet wurde.

## Werkgenese
Der „Freund der Tugend“ war ein Beiblatt der Preßburger Zeitung. Beide Periodika wurden von Windisch herausgegeben. Der wöchentlich erscheinende „Freund“ enthielt vor allen Dingen literarische und moralisierende Beiträge. Die Zeitschrift stützte sich auf Vorbilder wie die Wiener moralische Wochenschrift „Die Welt“ von Christian Gottlieb Klemm, deren Mitarbeiter Windisch gewesen war, und auf Joseph von Sonnenfels’ Der Mann ohne Vorurtheil. Die inhaltliche Gestaltung des Blattes war vollkommen der klassischen Form der moralischen Wochenschriften nachempfunden: Novellen, Lehrgedichte, Gelegenheitsgedichte und Rätsel kommen darin vor. Hinter den einzelnen Stücken standen stets die ethisch-moralischen Postulate der Aufklärung – Selbstgefälligkeit, Geiz und Ehrlosigkeit wurden angeklagt.
Ganz im Zeichen der Aufklärung des theresianischen Zeitalters setzte sich Windisch in einigen Artikeln bereits kritisch mit dem Aberglauben auseinander und rückte kleine populärwissenschaftliche Abhandlungen ein, meist historischen Inhaltes, so z. B. die Geschichte der Stadt Preßburg, in der sich Windisch auf Angaben des Antonio Bonfini und Mathias Belius stützte. Aus der Reihe der literarischen Beiträge wäre die Übersetzung eines Werkes von Metastasio zu erwähnen, die Windisch vermutlich selbst verfasste.
Der „Freund“ erschien bis 1769. Aufgrund der großen Nachfrage kündigte Windisch die Herausgabe einer neuen Zeitschrift an und gab 1770 tatsächlich die moralische Wochenschrift Der vernünftige Zeitvertreiber heraus.